# سفارة فرنسا في بلغاريا
سفارة فرنسا في بلغاريا هي أرفع تمثيل دبلوماسي لدولة فرنسا لدى بلغاريا. تقع السفارة في Oborishte, Sofia ‏ وهي تهدف لتعزيز المصالح الفرنسية في بلغاريا.

## وصلات خارجية
- الموقع الرسمي
- قائمة سفارات فرنسا
- قائمة السفارات في بلغاريا